# Wierzchowo (powiat szczecinecki)
Wierzchowo (niem. Wurchow) – wieś w Polsce położona w województwie zachodniopomorskim, w powiecie szczecineckim, w gminie Szczecinek. Znajduje się tu ośrodek wydobycia gazu ziemnego.
W latach 1973–1976 miejscowość była siedzibą gminy Wierzchowo Szczecineckie.
Wierzchowo (ok. 800 mieszkańców) leży 20 km na północ od miasta Szczecinek, przy trasie Poznań – Koszalin (droga krajowa nr 11).
Duża część wsi jest położona na wzniesieniu oddzielającym dwa jeziora, po stronie zachodniej niewielkie jezioro Kacko (Wierzchówko), a od wschodu stosunkowo duże jezioro Wierzchowo.
O długiej historii wsi świadczą dwa grodziska słowiańskie. Już w roku 1295 pojawia się nazwa wsi Virchowe, od położenia na szczycie wzgórza. W najwyższym punkcie miejscowości znajduje się ryglowy kościół pw. Wniebowzięcia NMP z XVIII w. Wnętrze kościoła salowe, strop belkowy wsparty dwoma rzędami drewnianych kolumn, między którymi wbudowane są empory obiegające wnętrze. W odległości 10 m na zachód od kościoła znajduje się wolno stojąca szachulcowa dzwonnica, z XVII-wiecznym dzwonem (1641 rok). Około 150 m na północ od ostatnich zabudowań, po zachodniej stronie drogi, znajduje się stożkowate grodzisko o stromych stokach, usytuowane wśród podmokłych łąk przy pierwotnym brzegu jeziora Kacko. Samo nasypisko grodziska jest bardzo dobrze zachowane, porośnięte krzewami oraz drzewami liściastymi. Na zboczu wzgórza od strony drogi pomniki przyrody w postaci okazałych dębów. Sam obiekt jest datowany na VIII–XI wiek.
We wsi znajduje się poczta, ośrodek zdrowia oraz apteka, szkoła podstawowa i gimnazjum, a nad brzegiem jeziora rybakówka z pokojami gościnnymi.
Jezioro Wierzchowo położone 139 m n.p.m., powierzchnia 731 ha, średnia głębokość 9,6 m maksymalna ok. 27 m. Na przesmyku między jeziorami Wierzchowo i Studnica (Drężno) znajduje się grodzisko słowiańskie (Drawska Góra).
Drugie grodzisko leży w północno-zachodniej części jeziora, na półwyspie w pobliżu wsi Grąbczyn. Jest to największe grodzisko w powiecie szczecineckim. Z jeziora Wierzchowo wypływa rzeka Gwda, mająca swe źródła na podmokłych łąkach w pobliżu. Brzegi tego akwenu są przeważnie strome, wysokie, porośnięte lasami, miejscami plaże. Dużo miejsca na biwaki. Występujące ryby to: szczupak, okoń, leszcz, węgorz, lin, płoć, krasnopióra, sielawa, sieja.

## Zabytki
- park dworski, pozostałość po dworze[4].